# Pfründnerhaus (Darmstadt)
Das Pfründnerhaus (Alten- und Pflegeheim des Klinikums Darmstadt) ist ein Bauwerk in Darmstadt.

## Architektur und Geschichte
Das Pfründnerhaus wurde in den Jahren 1888/1889 nach Plänen des Architekten und Stadtbaumeisters Stephan Braden erbaut. Bauherr des Altenheims war die Stadt Darmstadt.
Der U-förmige dreigeschossige Klinkerbau wurde im neogotischen Stil errichtet.
Das Gurtgesims, der Schmuckfries und die Reihung gleichartiger Fenster umspannen das Gebäude. Die Giebelrisalite fassen und gliedern die Fassaden. Die sakrale Nutzung wird durch den Mittelrisalit hervorgehoben. Das Pfründnerhaus fand mehrfach beispielhaft Eingang in die Fachliteratur.
Das Bauwerk wurde auf dem Areal Naffziger'sche Gut auf den Pallaswiesen errichtet.
Im Jahre 1920 wurde das Pfründnerhaus in Städtisches Altersheim umbenannt. Im Jahre 1952 wurde das Gebäude durch einen Neubau im Stil der Nachkriegsmoderne erweitert. In den Jahren 1978 bis 1980 wurde ein weiterer Neubau im Stil der 1970er-Jahre errichtet. Der Neubau des Jahres 1952 wurde im Jahre 1987 wieder abgerissen. In den Jahren 1988 bis 1990 wurde ein weiterer Neubau im Stil der 1980er-Jahre errichtet.
Seit dem Jahr 1996 befindet sich das Altenheim in der Trägerschaft des Darmstädter Klinikums. Gleichzeitig wurde das Städtische Altersheim in Alten- und Pflegeheim Emilstraße des Klinikums umbenannt.

## Denkmalschutz
Aus architektonischen und stadtgeschichtlichen Gründen ist das Pfründnerhaus ein Kulturdenkmal.

## Varia
Auf dem Areal des Pfründnerhauses steht das Naturdenkmal „Baumgruppe am Pfründnerhaus“.